# Paul Wenzel
Paul Wenzel (ur. 24 stycznia 1887 w Seemuhl, zm. 30 stycznia 1964 w Düsseldorfie) – as lotnictwa niemieckiego Luftstreitkräfte z 10 zwycięstwami w I wojnie światowej.
W 1914 zgłosił się do służby w armii. Po szlaku bojowym w piechocie wiosną 1916 przeszedł do lotnictwa. Został skierowany do Fliegerersatz Abteilung Nr. 3 w Döberitz w Gocie. Po szkoleniu  w 1916 został skierowany do jednostki liniowej Feldflieger-Abteilung 23 jako pilot samolotu obserwacyjnego.
W końcu 1917 jako doświadczony pilot został skierowany do Jagdstaffel 41. W lutym 1918 został przeniesiony do Jagdstaffel 6, gdzie odniósł swoje pierwsze swoje zwycięstwo 2 kwietnia 1918. W okresie pomiędzy 19 lipca a 11 sierpnia pełnił obowiązki dowódcy eskadry. Jego dalszą służbę w czasie I wojny światowej przerwało poważne zranienie. W czasie pierwszej wojny światowej odniósł łącznie 10 zwycięstw.
W czasie II wojny światowej służył w stopniu majora; latał jako adiutant Generalnego Inspektora Lotnictwa Myśliwskiego III Rzeszy pułkownika Wernera  Möldersa. W czasie lotu na pogrzeb Ernsta Udeta jego samolot uległ rozbiciu. Paul Wenzel przeżył, natomiast lecący z nim Mölders zginął w wypadku.
Zmarł w 1964 i został pochowany w Düsserdorfie.